# Mussaenda kintaensis
Mussaenda kintaensis är en måreväxtart som beskrevs av George King och Otto Stapf. Mussaenda kintaensis ingår i släktet Mussaenda och familjen måreväxter. Inga underarter finns listade i Catalogue of Life.